# Prince of Persia
Prince of Persia je franšiza videoiger, ki jo je ustvaril Jordan Mechner. Temelji na seriji akcijskih pustolovskih iger, ki se osredotočajo na različne inkarnacije istoimenskega princa iz starodavnega in srednjeveškega Irana. Igre je razvilo in izdalo več različnih podjetij. Prvi dve igri iz serije, Prince of Persia in Prince of Persia 2: The Shadow and the Flame, je izdal Broderbund. Igro Prince of Persia 3D, v kateri je bila prvič uporabljena 3D računalniška grafika, je razvilo podjetje Red Orb Entertainment in izdalo podjetje The Learning Company za osebni računalnik ter za konzolo Sega Dreamcast razvilo podjetje Avalanche Software in izdalo podjetje Mattel Interactive. Ubisoft je serijo začel razvijati in izdajati leta 2003 z igro Prince of Persia: The Sands of Time.
Odkar je serijo prevzel Ubisoft, je bila dvakrat obnovljena, po njej pa je bil posnet tudi film Perzijski princ: Sipine časa, ki ga je delno napisal Mechner in ga je leta 2010 izdala družba Walt Disney Pictures. Franšiza vključuje tudi Prince of Persia: The Graphic Novel in linijo LEGO Prince of Persia. Serija videoiger Assassin's Creed je duhovni naslednik igre Prince of Persia.

## Igre
| Leto | Naslov                                               | Sistem |
| ---- | ---------------------------------------------------- | --- |
| 1989 | Prince of Persia                                     | DOS, Amiga, ST, CPC, Macintosh, Apple II, Game Boy, NES, Game Gear, Master System, Mega Drive, Sega Mega-CD, SAM Coupé, Super Nintendo |
| 1993 | Prince of Persia 2: The Shadow and the Flame         | DOS, Super Nintendo, Macintosh |
| 1996 | Prince of Persia                                     | ZX Spectrum 128K |
| 1999 | Prince of Persia 3D                                  | Windows, Dreamcast (s podnaslovom Arabian Nights)                                                                                      |
| 2002 | Prince of Persia: Harem Adventures                   | Mobilni telefon |
| 2003 | Prince of Persia: The Sands of Time                  | Windows, PlayStation 2, PlayStation 3, Xbox, GameCube                                                                                  |
| 2004 | Prince of Persia: Warrior Within                     | Windows, PlayStation 2, PlayStation 3, Xbox, GameCube, iPhone                                                                          |
| 2005 | Prince of Persia: Revelations                        | PSP |
| 2005 | Prince of Persia: The Two Thrones (oz. Rival Swords) | Windows, PlayStation 2, PlayStation 3, Xbox, GameCube, Mac OS X, PSP, Wii                                                              |
| 2005 | Battles of Prince of Persia                          | Nintendo DS |
| 2007 | Prince of Persia Classic                             | Xbox 360, PlayStation 3 |
| 2008 | Prince of Persia                                     | Windows, Xbox 360, PlayStation 3, Mac OS X                                                                                             |
| 2008 | Prince of Persia: The Fallen King                    | Nintendo DS |
| 2008 | Prince of Persia                                     | Mobilni telefon |
| 2009 | Prince of Persia: Epilogue                           | Xbox 360, PlayStation 3 |
| 2010 | Perzijski princ: Sipine časa (film)                  | |
| 2010 | Prince of Persia: Die vergessene Zeit                | Windows, PSP, PlayStation 3, Xbox 360                                                                                                  |
| 2010 | Prince of Persia: The Forgotten Sands                | Wii, NDS |
| 2010 | Prince of Persia Retro                               | iOS |
| 2011 | Prince of Persia                                     | C64 (Pretvorba različice Apple II iz leta 1989)                                                                                        |
| 2012 | Prince of Persia Classic                             | iOS, Android |
| 2018 | Prince of Persia                                     | BBC Master (Pretvorba različice Apple II iz leta 1989)                                                                                 |
| 2021 | Prince of Persia                                     | Atari XE (Pretvorba različice Apple II iz leta 1989)                                                                                   |